# Mississippi Blues Trail
O Mississippi Blues Trail foi criado pela Comissão do Mississippi Blues em 2006 para colocar marcadores interpretativos nos locais históricos mais notáveis relacionados ao nascimento, crescimento e influência do blues em todo (e em alguns casos além) do estado do Mississippi. Dentro do estado, a trilha se estende da Costa do Golfo ao norte ao longo de várias estradas para (entre outros pontos) Natchez, Vicksburg, Jackson, Leland, Greenwood, Clarksdale, Tunica, Grenada, Oxford, Columbus e Meridian. A maior concentração de marcadores está no Delta do Mississippi, mas outras regiões do estado também são comemoradas. Vários marcadores fora do estado também foram erguidos onde o blues com raízes do Mississippi teve significado, tais como Chicago.

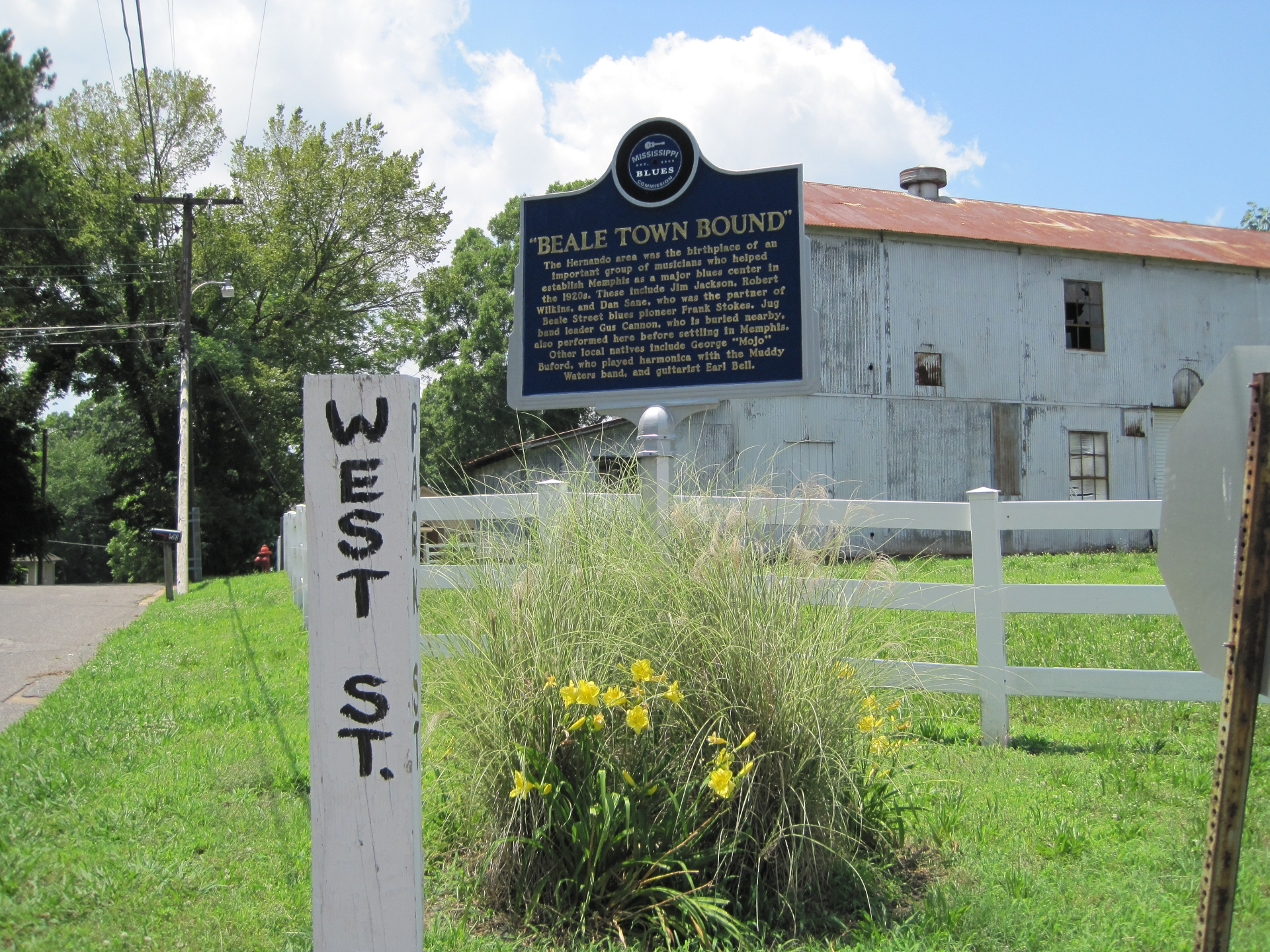
Um dos marcadores do Blues Trail em Hernando, Mississippi